# Atari ST
Az Atari ST egy személyi számítógépcsalád, mely 1985-től egészen a kilencvenes évek elejéig volt forgalomban. Gyártója az Atari Corporation volt, az ST rövidítés pedig a „Sixteen-Thirty-Two” elnevezésre vonatkozik, mely a gép lelkét adó Motorola 68000-es processzor azon tulajdonságára utal, hogy a kifelé történő kommunikációja során 16 bites, a belső műveletek során viszont tisztán 32 bites működésre képes.
Az első olyan, széles körben hozzáférhető számítógép volt, amely színes grafikus felhasználói felülettel bírt. Első, széles körben elterjedt típusa az 520ST volt, a másik, 1986-tól kiadott, 1040ST típusú gép pedig már 1 MB memóriával volt szerelve, és az első gép volt, amelynek ára kevesebb volt, mint kilobájtonként 1 dollár.
A gépet mindössze öt hónap alatt tervezte meg a cég, és egyike volt az 1980-as évek közepének azon számítógépeinek, amelyek 16 bites processzorral, legalább 256 KB memóriával, és grafikus felhasználói felülettel bírtak. Képes volt színes és fekete-fehér üzemmódra is, eltérő monitorok használatával - utóbbi, szemkímélő képfrissítése miatt, a kiadványszerkesztők kedvelt gépévé tette. Beépített MIDI portjainak köszönhetően amatőr és profi zenészek is szívesen használták dalaik elkészítéséhez. Közvetlen riválisa a Commodore Amiga volt.
Az 520ST és 1040ST típusokat a Mega sorozat, az STE, és a hordozható STacy követték, majd az 1990-es évek elején a jelentős ráncfelvarrást kapott TT030, Mega STE, valamint a Falcon. A gyártást 1993-ban fejezték be.

## Áttekintés
A gép a számítógépek 16 bites korszakának jeles képviselője, mely Motorola 68000-es processzorral, 512 KB RAM-mal, és DS DD-s nagy floppy-val üzemelt, melyek egyenként 720 KB adat tárolására alkalmasak). A gép az Apple Macintosh és a Commodore Amiga vetélytársaként jelent meg, az előbbihez képest színes kijelzők támogatásával, az utóbbihoz képest majdnem két hónap előnnyel. Az első asztali számítógép volt, mely támogatta a MIDI formátumot, ezért nagy népszerűségnek örvendett a zenészek körében is.
Az Atari ST felépítésekor elsődleges szempont volt, hogy minél olcsóbban, minél rövidebb idő alatt hozzanak létre egy ütőképes gépet. Gyors processzora és nagy felbontású fekete-fehér kép megjelenítésére alkalmas üzemmódja okán az üzleti életben és a kiadványszerkesztéseknél is sikeres társ lett.
Utódja az Atari TT és az Atari Jaguar lett, lényegesen kisebb sikerrel, melynek köszönhetően végül az Atari befejezte számítógépgyártó tevékenységét. Ám a gép, emulátorok segítségével a mai napig tovább él.

## Története
Az Atari ST két cég, az Atari és a Commodore rivalizálásának köszönhetően születhetett meg. Jay Miner, aki az Atari 2600 és a cég 8 bites gépeinek a fő tervezője volt, megpróbálta meggyőzni a vezetőséget, hogy készítsenek egy új csipkészletet, amit egyszerre lehetne használni egy játékkonzolban és egy asztali számítógépben. Miután az Atari ezt elutasította, ő otthagyta őket, és megalapította saját, Hi-Toro névre hallgató cégét, és ennek berkein belül kezdte el tervezni az új, "Lorraine" kódnevű chipsetet. A céget később Amigára keresztelték át, és egy idő után elfogyott a pénzük. Segítségükre éppen az Atari sietett, amelynek ekkor a Warner Communications volt a tulajdonosa – cserébe egy éves exkluzív jogokat kaptak a Lorraine chipset használatára egy játékkonzolban, ezt követően pedig egy asztali számítógépben, amely az 1850XLD nevet kapta.
Ugyanebben az időben a Commodore-tól távozott Jack Tramiel, aki megalapította a Tramel ("i" nélkül) Technology céget: olyan új gép tervezésében gondolkodott, mellyel ismét piacvezető lehet. E célból megvásárolták az Atari személyi számítógépekkel foglalkozó üzletágát. A Commodore be is perelt a vele tartó mérnökök közül többet is, üzleti titoksértésre hivatkozva. Az átvételkor ráadásul nem vették át a cégnél korábban ott dolgozó személyzetet, hanem közülük csak mintegy 100 fővel kötöttek új szerződést. A Tramel Technology nem sokkal később Atari Corporation-re lett átkeresztelve.
Miközben Tramielék ezzel foglalatoskodtak, az Amiga Corp. tárgyalásokba kezdett a Commodore-ral. Utóbbi cégnél ugyanis úgy gondolták: ha felvásárolják őket, akkor azzal megszűnik mindenki mással, beleértve az Atarival kötött mindennemű megállapodás. Ennek érdekében 500 ezer dollárt fizettek ki nekik, hogy abból visszafizethessék az Ataritól kapott kölcsönöket. Tramiel 1984 augusztusában válaszul beperelte az Amigát, amiben kártérítést követeltek, valamint azt, hogy a bíróság tiltsa meg, hogy a Commodore bármiféle, az ő pénzükön is fejlesztett technológiából részesüljön.
A per miatt a fejlesztés átmenetileg megállt, majd a Commodore, aki szerette volna a csipkészletet továbbfejleszteni, és egy operációs rendszert is tervezni mellé, váratlanul bejelentette az Amiga 1000 névre hallgató gépet. Ugyan a bejelentés már 1985 júliusában megtörtént, a nagyközönség csak 1986-tól tudta megvásárolni. Ez elég időt adott ahhoz az Atarinak, hogy elkezdje fejleszteni a saját gépét, és előbb is adja ki azt. A két cég 1987 márciusában közös megegyezéssel zárta a pert.
A tervezésért a Commodore ex-mérnöke, Shiraz Shivji felelt, aki a Commodore 64-en is dolgozott. Többféle processzort is megvizsgáltak, végül a Motorola 68000 mellett döntöttek. Mindössze öt hónap fejlesztés után a gép bemutatkozott az 1985-ös CES-en, hamarabb, mint az Amiga, és annak az árának mindössze a feléért. A gyors fejlesztésnek azonban megvoltak a maga hátulütői is, melyeket később csak részben sikerült kiküszöbölni. Többek között ennek esett áldozatul a házon belül fejlesztett hangvezérlő, az AMY is, amely nem készült el időre, ezért a Yamaha YM2149F egysége került a helyére.
Az operációs rendszer terén a Microsoft is felajánlotta, hogy az akkoriban éppen csak bemutatkozó Windows kerülhetne fel a gépekre, valamint a Digital Research is ajánlkozott saját GEM rendszerükkel, de a tárgyalások megrekedtek. Az Atari nem akarta vállalni a saját operációs rendszer készítését sem, megfelelő tapasztalat híján. Végül arra jutottak, hogy a Digital Research szakembereivel készítik el a GEM saját, "Project Jason" névre hallgató átiratát, amely mint TOS ("The Operating System", közkeletű nevén "Tramiel Operating System") lett közismert. A GEM alapja egy, a kifejezetten Motorola 68000 processzorokhoz írt CP/M variáns volt, de ez a rendszer 1985-ben már erősen elavult volt (nem tudott például alkönyvtárakat kezelni). Ezért helyette egy lemezkezelő operációs rendszert is írtak, GEMDOS néven, amelyet portoltak a TOS alá. Az Atari ST ennek köszönhetően egy gyors, hierarchikus fájlrendszert kapott, amely az MS-DOS-hoz hasonlóan könnyen kezelhető volt.
A gyors fejlesztési idő egyszerre nyűgözte le az embereket és tette őket szkeptikussá. A bemutatott prototípus nagyon hasonlított az Apple Macintosh gépeire, ezért a Jackintosh becenevet kapta, de olcsó hatású felépítése, az Atari bizonytalan helyzete és a folyamatban lévő pereskedés a Commodore-ral elég bizonytalanná tette a nagyközönséget és a fejlesztőket. Ehhez képest alig pár hónap alatt sikerült több mint ötvenezer példányt eladni az 520ST-ből 1985 novemberéig, tehát mindössze alig egy évvel azután, hogy a fejlesztést megkezdték.

## Felépítés
A processzor Motorola 68000, 8 MHz sebességen. A processzor kifelé csak 16 bites adat- és 24 bites memóriabusszal van ellátva, belül azonban teljes értékű, 32 bites cím- és adatregiszterekkel rendelkezik. Programozás szempontjából tehát teljes értékű 32 bites rendszer áll rendelkezésre. Ez egy észszerű kompromisszum, gyártása kezdetén ugyanis még nem voltak meg a feltételei az olcsó 32 bites rendszerek gyártásához. Viszont a processzorra írt programok, éppen ezen tulajdonságának köszönhetően, fel voltak készítve a 32 bitre való átállásra.
A memória kezdetben 512 KB RAM volt, amely a későbbi változatokban egészen 4 MB-ig bővült, és maga a gép is bővíthető volt eddig a határig. A legelső széria nem tartalmazta a grafikus felület, a GEM kódját ROM-ban, mivel túl nagy volt és nem is készült el időre, emiatt az egy floppyról töltött be, és értékes memóriát is elvont. Ezért ezek a gépek hat ROM-bővítővel jelentek meg, hogy később a TOS-t tartalmazó csipet gond nélkül be lehessen építeni.
A grafikus felület egyike volt azoknak a pontoknak, melyek a rövid fejlesztési idő áldozatául estek. 640x400 monokróm, 320x200 16 színű, és 640x200 512 színű megjelenítésre volt képes a gép. A monokróm üzemmód használatához más monitort kellett használni, cserébe ez az üzemmód 72 Hz-es képfrissítéssel üzemelt, amely rendkívül felhasználóbarát volt abban az időben, s ezért lett a számítógép a grafikusok és a kiadványszerkesztők egyik kedvence. Színes üzemmódok megjelenítéséhez is monitorra volt szükség, TV-re kötni csak speciális (később beépített) modulátorral lehetett.
A hangokért a Yamaha YM2149-es chipje felelt. 3 külön hang és 8 oktáv leképezésére volt alkalmas. Emellett a gép rendelkezett MIDI-csatlakozóval, amely nem volt szokványos akkoriban, Ez, és a külön a gépre írt Cubase program rendkívül népszerűvé tette az ST-t a zenészek körében.
A gép teljes értékű billentyűzettel lett ellátva, funkció-, szerkesztő-, és numerikus billentyűkkel egyetemben. A funkcióbillentyűk elrendezése jellegzetes, ferde rombusz alakú. Alaptartozékként járt még a kétgombos, szögletes egér is. Beviteli eszközként csatolható volt még RGB monitor, ROM kártya, illetve volt még párhuzamos port, RS232C (soros) port, merevlemez- és hajlékonylemez-csatoló port, joystick port, és TV-kimenet. Népszerű csatolható eszköz volt az Atari külön erre a célra épített nyomtatója. A gépbe a későbbiekben beépítésre került egy 3,5 hüvelykes (kis floppy) lemezmeghajtó, amely a külsőleg csatlakoztatható egyoldalas, szimpla sűrűségű (320 KB-os) lemezeket támogatóval szemben kétoldalas volt, így egészen 720 KB-ig emelkedett a kezelhető adatmennyiség. Ezek a meghajtók képesek voltak olvasni az MS-DOS lemezeket, fordítva azonban nem működött a dolog.
Az operációs rendszer neve TOS, mely az akkoriban elterjedt CP/M rendszer erősen továbbfejlesztett változata. Alap rendszerhívások tekintetében a rendszer teljesen MS-DOS-kompatibilis. A grafikus felület GEM névre hallgat, és kifejezetten a gép igényeihez lett igazítva. Ablakok, ikonok, illetve menük megjelenítésére is képes volt, egyedüli hátránya, hogy nem rendelkezik multitaskinggal, azaz egy időben csak egy folyamat futhat.

## Későbbi változatok

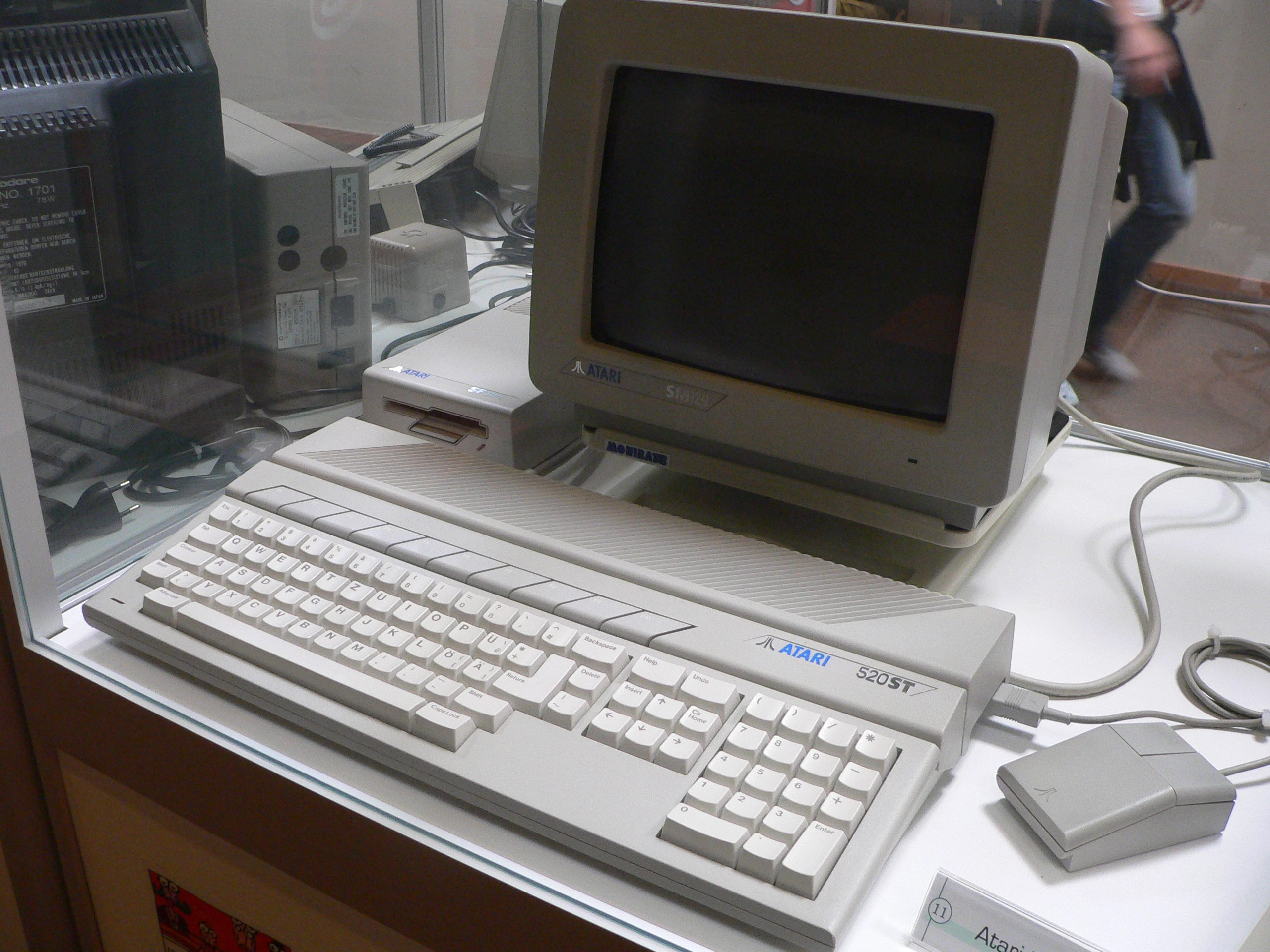
Atari ST (külső floppy drive-val)

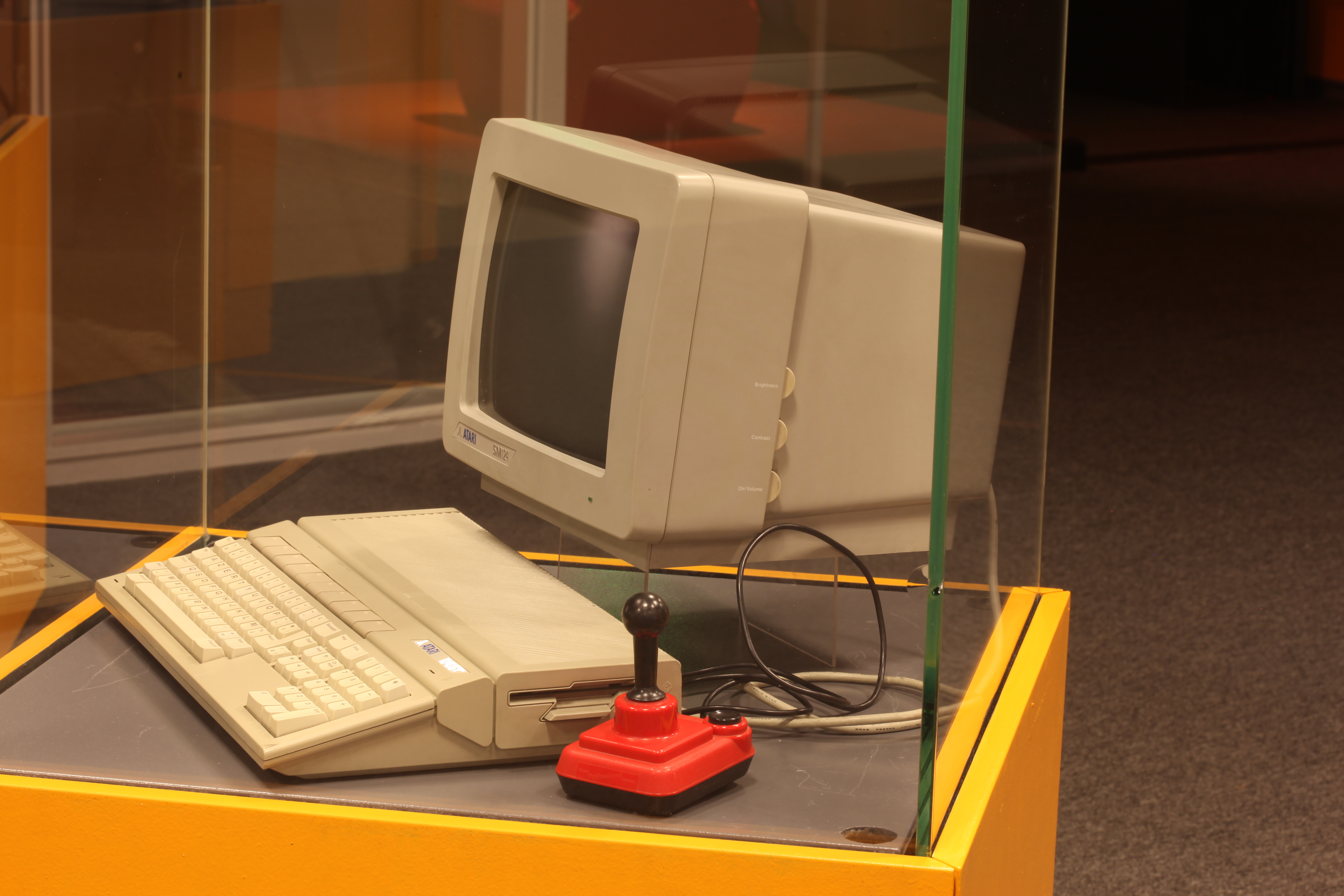
Atari STF (belső floppy drive-val)

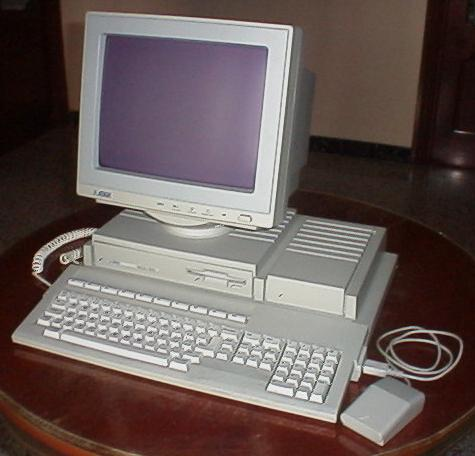
Atari Mega STE

### 1040ST
Az alapdizájnt 1986-ban 1040STF néven felfrissítették: kétszeresére növelték a memória mennyiségét, beépítették és megnövelték az energiaellátó egységet, valamint a hajlékonylemezes meghajtót. A gép ettől valamivel nagyobb lett, cserébe kevesebb lett a zavaró kábel a gépházon kívül. A korábban a gép oldalán található joystick- és egérportot a billentyűzet alatt rejtve helyezték el. Egyes típusokba RF-modulátor került, amellyel végre televízióra is rá lehetett kötni a gépet. Az egyik első számítógép volt, amelyet 1 MB RAM-mal szereltek.

### Mega
Mivel a kezdeti eladások igen jók voltak, különösen Nyugat-Németországban, az Atari bemutatta a kezdetben ST1 névre hallgató Mega sorozatot. Ehhez jó minőségű,. lecsatlakoztatható billentyűzetet adtak, egy olyan, megerősített vázú gépházat, amely elbírta egy ráhelyezett monitor súlyát, és a belső bővítőkártyák beépítésének lehetőségét. Egyes példányokhoz egy 20 MB-os merevlemez is járt, amelyet a gépházon lehetett elhelyezni. Eredetileg 2, később 4 MB RAM-mal szerelték őket, és csatlakoztatható volt hozzájuk az Atari által gyártott lézernyomtató is. Egyes modellekbe egy grafikus koprocesszor is került, amelyet csak a kifejezetten ehhez írt programok tudtak kihasználni.

### STE
1989 végén az Atari kiadta az 520STE és 1040STE típusú gépeket, amelyek nagyobb ráncfelvarrást kaptak. Az 512 színhez képest immár 4096 szín megjelenítésére volt képes mindkettő, habár programozási trükkök nélkül az egyszerre megjeleníthető színek száma továbbra is 16 vagy még annál is kevesebb volt. Bekerült a genlock támogatás (képkimenet-jelszinkronizálás) és egy blitter koprocesszor, amely a memóriakezelést javította fel. Ez volt a sorozat első gépe, amely PCM audiólejátszásra is képes volt: a korábbi hangcsipet egy újra cserélték, és közvetlen memóriahozzáférést kapott. A memóriabővítést is egyszerűbbé tették, SIMM-modulok használatával. A joystick-port is kibővítésre került, immár egy adapterrel egy portra kettőt is lehetett kötni, és könnyebben elérhető helyekre kerültek. A port kompatibilis volt az Atari Jaguar konzol kontrollereivel is.
Kezdetben a típuscsalád számos szoftveres és hardveres problémával küszködött, aminek az oka az volt, hogy számos, a gépekre írt program esetében az egyes hardverek közvetlenül kerültek meghívásra, nem az operációs rendszeren keresztül (amely trükk szabadabb kezet adott a fejlesztőknek, kijátszva a gép megkötéseit). Ezekre a gépekre nem is jelent meg túl sok olyan játék, amelyet kifejezetten ezekre írtak volna, a Sleepwalker volt az egyetlen nagyobb cím, ami exkluzív módon csak ehhez lett volna elérhető. Más, akkoriban népszerű játékokhoz, mint az Another World, a Zool, vagy a The Chaos Engine, készült STE-kibővítés.
Az utolsó gép, ami megjelent ebből a sorozatból, az 1991-es Mega STE volt, amely egy szürke Atari TT házba került, 16 MHz-es processzorral, immár 1,44 MB-os floppylemezek kezelési lehetőségével, VME bővítőporttal, hálózati porttal, opcionálisan beépített merevlemezzel és a TOS 2.0-s verziójával.

### Atari TT
1990-ben dobta piacra az Atari a TT030 nevű modellt, professzionális felhasználásra. Ebbe a gépbe egy 32 MHz-es Motorola 68030 processzor került, a név pedig utalt arra, hogy immáron mind befelé, mind kifelé 32 bites buszon keresztül kommunikált. Újfajta gépházba került az egész szerkezet, fejlettebb grafikus képességei voltak és erősebbek a különféle segédcsipek.

### Falcon
A gépcsalád utolsó tagja volt, amely 1992-ben jelent meg. Akárcsak a TT, ennek a lelke is egy Motorola 68030-as processzor volt, 16 MHz-en, fejlettebb videómódokkal, és egy integrált Motorola 56001 integrált audió-jelfeldolgozóval. Ahogy az STE, ez is támogatta a hangmintavételezést 44100 kHz felett, akár 16 biten és sztereóban is. 8 monó és 4 sztereó csatornán volt képes egyszerre dolgozni, és hangmintát is lehetett vele rögzíteni a merevlemezre. A Falcon a TT-vel szemben azonban csak 16 bites kommunikációra volt képes a memóriával, költségcsökkentési célból. Maga a gépház sem volt túl esztétikus, és leginkább az STE-családra emlékeztetett. Később lehetett hozzá vásárolni asztali gépházat és különálló billentyűzetet, amellyel át lehetett szerelni.
Mindössze egy évig volt gyártásban az Atarinál, ezt követően a C-Lab nevű cég gyártotta licensz alapján. Az Mk I névre hallgató első generáció csak az audio-áramkörök terén tért el, az Mk II kapott egy 500 MB-os SCSI-merevlemezt, az Mk X pedig asztali számítógép-dobozba került.

## Technikai specifikációk

### ST/STF/STM/STFM
Az 520ST eredetileg így jelent meg:
- CPU: Motorola 68000 16-/32-bit CPU @ 8 MHz. 16-bit adat/32-bit belső/24-bit címzés.
- RAM: 512 KB vagy 1 MB
- Képernyőmódok (60 Hz NTSC, 50 Hz PAL, 71.2 Hz monokróm):
  - Alacsony felbontás: 320 × 200 (16 szín), 512 színű paletta
  - Közepes felbontás: 640 × 200 (4 szín), 512 színű paletta
  - Magas felbontás: 640 × 400, monokróm
- Hang: Yamaha YM2149, három hangú négyzethullám és egy hangú mono zaj, programozható hanggenerátor
- Meghajtó: eleinte egyoldalas, szimpla sűrűségű, 360 KB kapacitású 3,5 hüvelykes hajlékonylemez, később kétoldalas, szimpla sűrűségű, 720 KB-os egységek.
- Portok: TV-kimenet, MIDI ki/bemenet, RS-232 soros port, Centronics párhuzamos (nyomtatóport), monitor (RGB vagy kompozit és fekete-fehér, 13 tűs DIN), lemezmeghajtó-port (14- tűs DIN), DMA port (ACSI port, Atari Computer System Interface) merevlemezekhez és Atari lézernyomtatóhoz , joystick és egérport (9 tűs MSX szabvány)
- Operációs rendszer: TOS v1.00 (GEM)

### STE
Minden, amely a fenti modellcsaládban megtalálható volt, az alábbi eltérésekkel:
- 4096 színből álló paletta
- Blitter csip, amely nagy sebességgel volt képes a memóriában található adatok mozgatására
- Függőleges és vízszintes scrollozást valamint osztott képernyős megjelenítést támogató hardveres módosítások
- DMA hangcsip 2 csatornás 8 bites PCM sztereó hanglejátszással és sztereó RCA hangkimenettel
- National LMC 1992 audió kontroller csip
- 30 tűs SIMM-memóriafoglalatok, amelyekkel a gépbe épített memória 4 MB-ig bővíthető volt (később különféle trükkökkel akár 14 MB-ig)
- A videóidőzítés szinkronizálhatóvá vált egy külső eszközzel (Genlock)
- Analóg joypad-portok, amelyek közül kettőt is be lehetett dugni egyszerre egy portba
- TOS 1.6) vagy TOS 1.62 operációs rendszer
- PLCC 68000 CPU